# سيمون نيلسون
سيمون نيلسون (بالسويدية: Simon Nilsson)‏ (1 يوليو 1992 بالسويد - ) هو لاعب كرة قدم سويدي في مركز الوسط. لعب مع نادي فارنامو وMjällby AIF ‏.

## وصلات خارجية
- سيمون نيلسون على موقع اتحاد السويد (السويدية)
- سيمون نيلسون على موقع قاعدة بيانات كرة القدم.إي يو (الإنجليزية)
- سيمون نيلسون على موقع Soccerway.com (الإنجليزية)